# Higham Ferrers
Higham Ferrers är en ort och civil parish i Storbritannien.   Den ligger i grevskapet Northamptonshire och riksdelen England, i den sydöstra delen av landet, 90 km norr om huvudstaden London. Higham Ferrers ligger 74 meter över havet och antalet invånare är 6 222.
Terrängen runt Higham Ferrers är platt, och sluttar norrut. Runt Higham Ferrers är det tätbefolkat, med 319 invånare per kvadratkilometer. Närmaste större samhälle är Rushden, 1,9 km söder om Higham Ferrers. Trakten runt Higham Ferrers består till största delen av jordbruksmark.